# پرتو هدایت شده
پرتو هدایت شده (همچنین پرتو مرزی یا پرتو به دام افتاده) (به انگلیسی: guided ray) یک پرتو از نور است که در فیبر نوری چند حالته توسط هسته حبس شده‌است. در فیبرهایی با ضریب شکست ناگهانی، نوری که وارد فیبر می‌شود در صورتی‌که در محدوده مخروط پذیرش باشد، درون آن هدایت خواهد شد(منتشر می‌شود). این محدوده، زاویه‌ای است که پرتو نور با محور فیبر می‌سازد که این زاویه باید کمتر از زاویه پذیرش باشد:
{\displaystyle \sin \theta \leq {\sqrt {n_{o}^{2}-n_{c}^{2}}}}

که در آن
θ زاویه‌ای است که پرتو قبل از ورود به فیبر با محور فیبر می‌سازد
no ضریب شکست در امتداد محور مرکزی هسته فیبر و
nc ضریب شکست پوشش است.
رابطه بالا را می‌توان از قانون اسنل و با توجه به زاویه بحرانی بدست آورد.
پرتو ای که در محدوده این زوایا قرار می‌گیرد، در اثر بازتابش کلی از مرز بین هسته و پوشش منعکس می‌شود و در نتیجه توسط هسته حبس می‌شود. حبس شدن نور توسط فیبر نوری را می‌توان در قالب حالت‌های هدایت شده یا حالت‌های گیر افتاده توصیف کرد.
این توصیف در بحث فیبر تک حالته لازم است چراکه مدل ذره ای نور نمی‌تواند انتشار نور در این فیبرها را توصیف کند.